# Międzynarodowy Kongres Neurologiczny
Międzynarodowy Kongres Neurologiczny (ang. International Neurological Congress) – pierwszy międzynarodowy kongres neurologów, który odbył się w 1931 roku w Bernie. Kolejne zjazdy neurologów odbywały się co cztery lata. Kongres przyczynił się do integracji środowiska neurologicznego na świecie i powstania Polskiego Towarzystwa Neurologicznego.  
Pierwszym kongresem było spotkanie w Bernie w roku 1931. Uczestniczyli w nim lekarze i badacze z Ameryki, Europy i Azji. Następnie kongresy odbyły się w Londynie (1935), Kopenhadze (1939), Paryżu (1949), Lizbonie (1953) i Brukseli (1957). Dyskusje na 6. Międzynarodowym Kongresie Neurologów zapoczątkowały powstanie Światowej Federacji Neurologicznej (World Federation of Neurology). Spotkanie w Bernie wskazywało na rosnącą specjalizację w medycynie i przyczyniło się do powstania narodowych organizacji neurologicznych, m.in. do powstania Polskiego Towarzystwa Neurologicznego w 1933 roku.
Polskimi delegatami komitetu głównego byli  Jan Piltz i Władysław Sterling. Członkami stałego komitetu organizacyjnego byli Edward Flatau (przewodniczący), Kazimierz Orzechowski, Jan Piltz, Ludwik Bregman, Jan Koelichen, oraz Władysław Sterling. W 1929 roku Edward Flatau pisał do Henry Rileya, sekretarza komitetu organizacyjnego I Międzynarodowego Kongresu Neurologicznego  - „jako przedstawiciel polskiego komitetu wyrażam swoje zdziwienie i żal, że żaden z wiceprezydentów kongresu, ani żaden z honorowych członków... nie jest z Polski. Polscy neurolodzy nie ustawali w swoich wysiłkach dla nauki w czasie wszystkich lat zależności politycznej, a ich praca zintensyfikowała się od czasu uzyskania niezależności”.
Pierwszy kongres odbył się w kasynie miasta Berno.